# نرمال (فیلم ۲۰۰۳)
نرمال (به انگلیسی: Normal) یک تله‌فیلم آمریکایی درام به کارگردانی و نویسندگی جین اندرسون محصول سال ۲۰۰۳ که توسط اچ‌بی‌او فیلمز ساخته شده و در جشنواره فیلم ساندنس در سال ۲۰۰۳ به انتخاب رسمی تبدیل شد. این فیلم دربارهٔ یک کارگر خیالی کارخانه میدوسترن به نام روی اپلوود است که همسر ۲۵ ساله خود را با گفتن اینکه مایل است تحت عمل جراحی تغییر جنسیت قرار گیرد و به یک زن تبدیل شود، شگفت‌زده می‌کند.
در مصاحبه‌ای با اچ‌بی‌او، از اندرسون پرسیده شد: "آیا زمانی که در مورد این موضوع تحقیق می‌کردید، از منابعی استفاده می‌کردید؟ یا کاملاً خارج از تصورات شما بود؟"، که او پاسخ داد "اوه، این تخیل من است، همه اینها تخیلی است." او همچنین گفت که می‌خواهد از این نمایشنامه "به عنوان استعاره‌ای برای مطالعه ازدواج" استفاده کند.

## بازخوردها
- رابرت پردی از تی وی گاید، فیلم را نقد کرد و گفت: «جین اندرسون نویسنده و کارگردان تلاش می‌کند تا بازی خودش را به تراژدی تلویزیونی تبدیل کند»، «اما یک تناسب ناخوشایند است» و «اگرچه اجراها فوق‌العاده هستند، جدایی فیلم با مواد عجیب و غریب سازگار نیست».[۲]
- در راتن تومیتوز، این فیلم بر اساس رای ۷ نقد منتقد، ۱۰۰٪ تأیید و میانگین امتیاز ۷٫۲ از ۱۰ را دارد.[۳]

## جوایز
این فیلم نامزد سه جایزه گلدن گلوب، یک جایزه امی ساعات پربیننده و نامزد پنج جایزه دیگر شد.
جسیکا لانگ و تام ویلکینسون هر دو نامزد بازیگری برای جوایز گلدن گلوب و جوایز ستلایت شدند.